# Parafia św. Małgorzaty w Izdebniku
Parafia Świętej Małgorzaty Dziewicy i Męczennicy w Izdebniku – parafia rzymskokatolicka należąca do dekanatu Sułkowice. Została erygowana w 1335.